# Krasnopol (munizione)
Il 2K25 Krasnopol' (in russo Краснополь?, Krasnopol) è un proiettile d’artiglieria a guida laser in calibro 152 o 155 mm, destinato a colpire mezzi corazzati, fortificazioni, batterie d’artiglieria e bersagli della difesa costiera.

## Storia
L’inizio della progettazione del nuovo tipo di munizionamento intelligente a guida laser fu iniziato dall'ufficio progettazione della KBP di Tula, sotto la supervisione dell’ingegnere Viktor I. Babičev, nel corso degli anni settanta del XX secolo. Nel febbraio 1986 il sistema d’arma 2K25 Krasnopol fu adottato dall'esercito sovietico sotto la designazione 30F39, e ne iniziò la produzione di massa nelle fabbriche di armamenti di Ižmaš e Iževsk. Nel 2002 fu introdotto anche il sistema a guida laser Kitolov-2 per i calibri 120 e 122 mm. 
Per potere avere uno sbocco commerciale sul mercato occidentale degli armamenti, ne fu sviluppata una variante in calibro 155 mm, utilizzabile dagli obici tipo G6 e M-109A6 Paladin. Oltre che in Russia, il Krasnopol viene prodotto anche dal conglomerato dell'industria della difesa cinese Norinco nei modelli GP1 (2K25 Krasnopol) e GP6 (2K25M Krasnopol-M).

## Tecnica
Il sistema d’arma 2K25 Krasnopol è costituito da guscio guidato 30F39, un designatore laser dei bersagli 1D22, 1D20 o 1D15 (LTD) e dal sistema di sincronizzazione del colpo 1A35. Il sistema di designazione laser ha una portata di 5 km, mentre il proiettile ne ha una minima di 800 m e massima di 22 km, con un raggio di ricerca del bersaglio pari a 1 km (0,62 mi). Il proiettile è suddiviso in due parti che contengono le seguenti sezioni: modulo di ricerca bersaglio, modulo di guida, testata bellica e bossolo posteriore con gli impennaggi cruciformi. Il modulo di ricerca e il sistema di guida sono trasportati in un singolo contenitore, sigillato, che contiene nella sezione posteriore la testata bellica; ciò consente di caricare e trasportare il proiettile all'interno degli appositi contenitori munizioni esistenti nei semoventi d’artiglieria. Le due parti vengono unite immediatamente prima di far partire il colpo. Dietro la testata c'è un vano posteriore che ospita quattro alette stabilizzatrici pieghevoli. Il 2K25 Krasnopol è in grado di colpire bersagli in movimento fino ad velocità di 36 km/h. La testata bellica è un tipo esplosivo ad alta frammentazione, e può essere utilizzato anche contro veicoli pesantemente corazzati, come i carri armati, a causa della traiettoria del proiettile che gli consente di perforare la corazzatura del mezzo nell'alto della torretta, che sulla maggior parte dei mezzi è di minor spessore rispetto al resto dello scafo.
Una volta sparato il Krasnopol percorre per gran parte una traiettoria balistica, passando poi al volo con sistema inerziale e, infine, al sistema di autoguida semi-attivo che rileva l'energia del laser riflessa sul bersaglio, che è illuminato da un osservatore avanzato tramite apposito designatore. L'iride della testina ottica è protetto da un apposito cappuccio che viene espulso da un timer meccanico al momento dello sparo.

## Impiego operativo

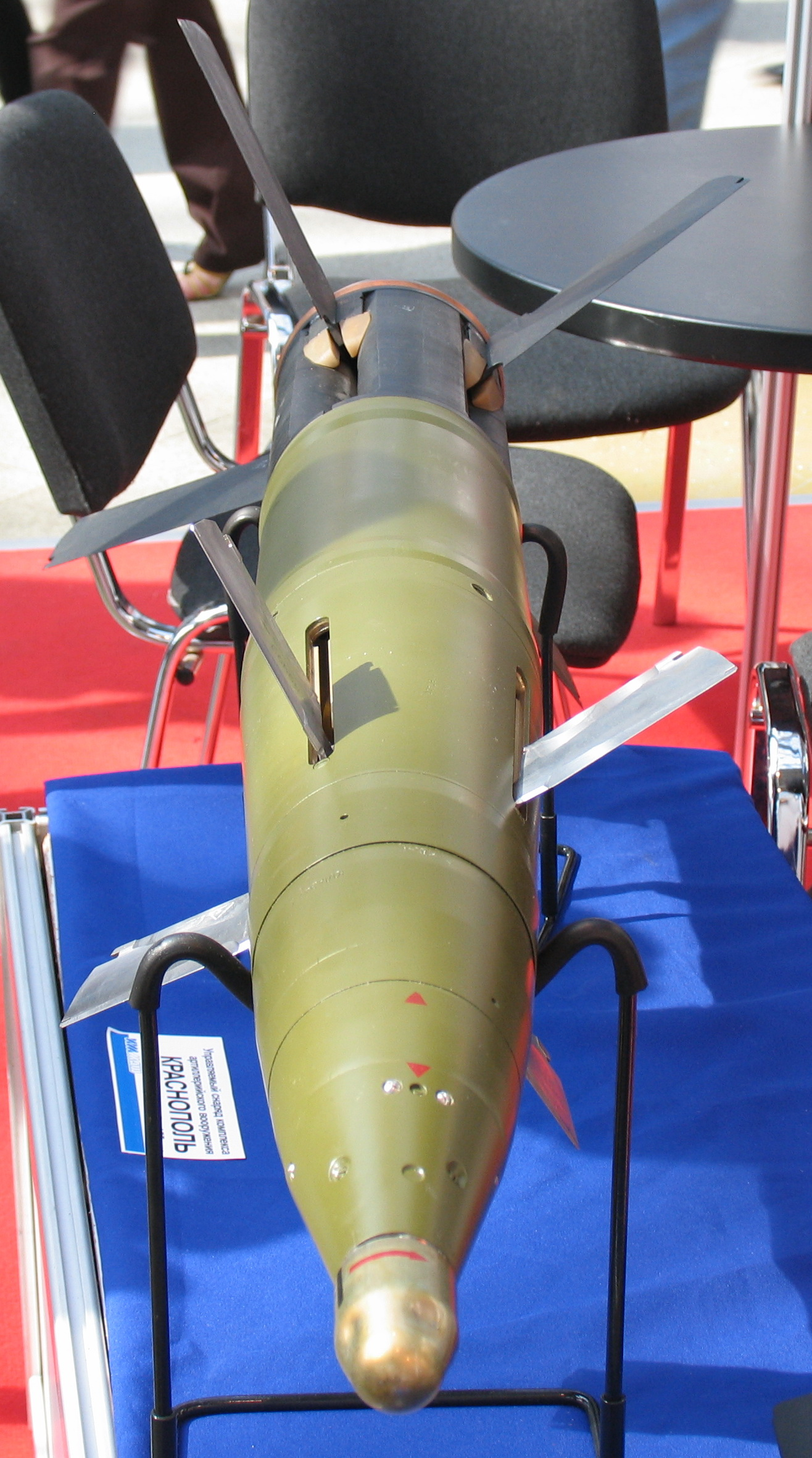
Un proiettile 2K25 Krasnopol.

Il sistema d'arma 2K25 Krasnopol è stato impiegato dall'esercito indiano durante la guerra del Kargil del 1999, in Libia durante la seconda guerra civile e dall'esercito siriano nel corso della locale guerra civile.

### Cina
Il governo cinese acquistò almeno 1.000 proiettili 2K25 Krasnopol-M di calibro 152 mm, che furono consegnati tra il 1999 e 2000. A partire dal marzo di quello stesso anno la Cina esercitò la licenza di produzione, che era stata acquistata nel 1997 dalla Norinco.

### India
Nel 1999 il governo indiano stipulò con quello russo un contratto per l’acquisto di 1 000 proiettili 2K25 Krasnopol da prodursi presso la fabbrica KBP di Tula, che furono consegnati nel maggio 2000 al costo di 34,4 milioni di dollari dell’epoca. Due anni dopo New Delhi acquistò ulteriori 2 000 proiettili, con piani per l'acquisizione di altri 6.000 esemplari. Il costo totale della commessa, riguardante 3 000 proiettili e 81 designatori laser, fu di 111 950 488 dollari. I primi esemplari vennero impiegati dagli obici Bofors FH-77 durante la guerra del Kargil nel 1999, nel corso della quale emersero difficoltà legate all’utilizzo del munizionamento ad alta quota. All'inizio l'esercito pensò che il problema fosse il designatore laser originale KBP, che venne sostituiti da prodotti israeliani e francesi.
Durante le esercitazioni a fuoco effettuate dall’Indian Army sul poligono di Mahajan, Rajasthan, tra il 2004 e il 2005, vennero riferiti numerosi casi di malfunzionamento dovuti al cattivo stato di conservazione dei proiettili, confermati anche dall’allora Ministro della difesa Arackaparambil Kurien Antony l’8 marzo 2007.

## Versioni

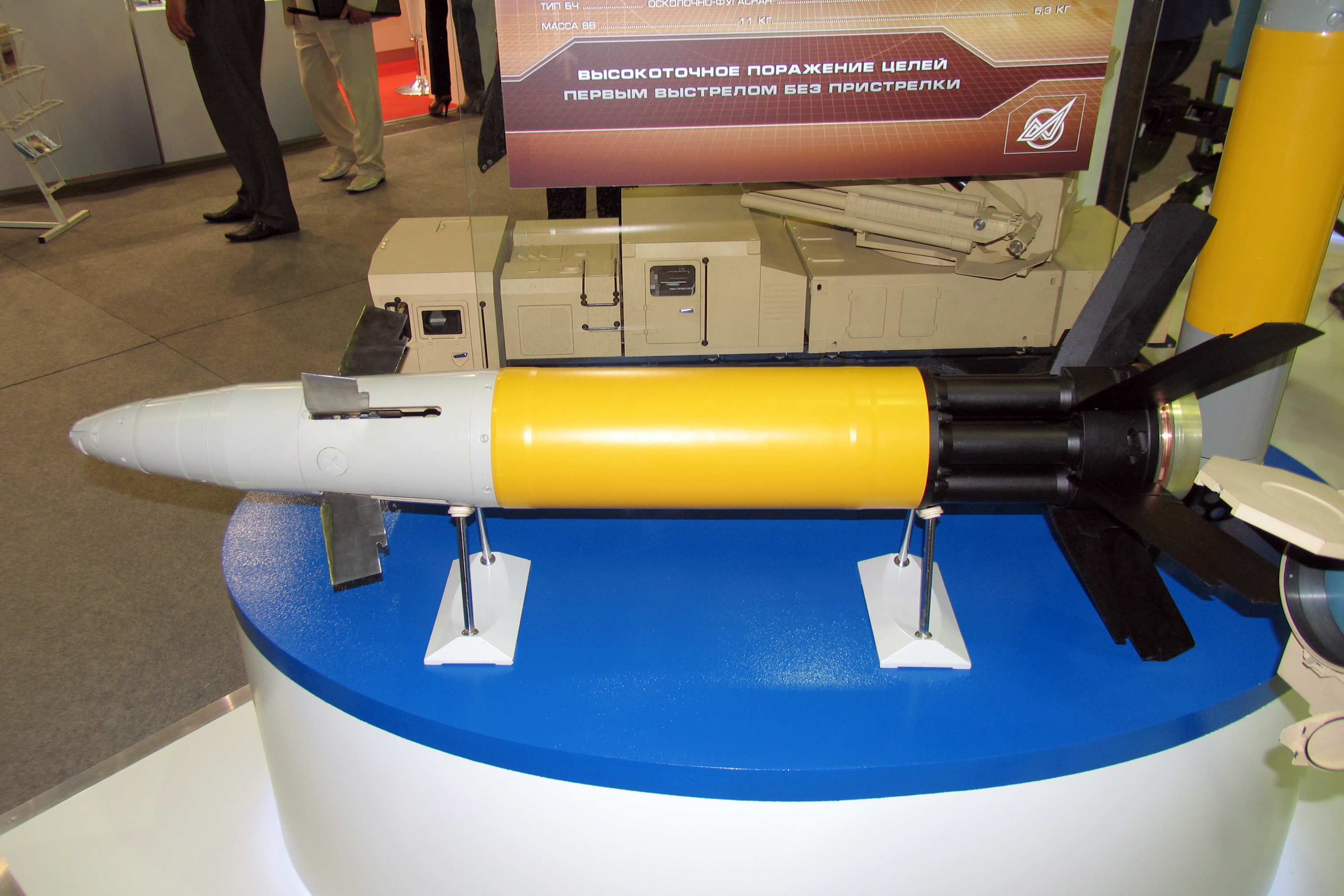
Un proiettile lser guidato 2K25M Krasnopol-M.

- 2K25 Krasnopol: primo modello di produzione del Krasnopol , fu progettato per essere utilizzato con i vecchi sistemi dell’artiglieria sovietica in calibro 152 mm, come il D-20 , lo 2S3 Akatsiya, e 2A65 (Msta-B). La carica bellica è costituita da una testata a frammentazione ad alto esplosivo del peso di 20,5 kg L'intera munizione, che poteva essere suddivisa in due distinte parti, pesava 50 kg, ma a causa della sua lunghezza era incompatibile con il caricatore automatico del semovente d’artiglieria 2S19.
- 2K25M Krasnopol-M: versione con lunghezza ridotta a 955 mm, Krasnopol-M, sviluppata verso la metà degli anni novanta del XX secolo dall’industria Šipunov in collaborazione con il team di progettazione KBP,  sfruttando la nuova tecnologia elettronica acquisita nella progettazione del proiettile guidato Kitolov-2 da 120 mm.[N 3] Questa versione era più corta al fine di poter essere utilizzata dai semoventi dotati di autocaricamento senza essere suddiviso in due distinte parti. Tale munizione è disponibile anche nel calibro standard NATO di 155 mm. Oltre alla lunghezza totale ridotta, il Krasnopol-M ha anche un diverso cappuccio protettivo per il ricercatore ottico.
- KM-1M Krasnopol-M2: ulteriore sviluppo basato sul 2K25 Krasnopol-M in calibro 155 mm progettato per ingaggiare bersagli corazzati utilizzando un sistema di guida laser semi-attivo (SAL) nella fase terminale della sua traiettoria.
- GP1: versione cinese del 2K25 Krasnopol.
- GP6: versione cinese del 2K25M Krasnopol-M.

## Paesi utilizzatori
Bielorussia
- Forze armate bielorusse

 Cina
- Esercito Popolare di Liberazione

 India
- Indian Army

 Russia
- Suchoputnye vojska Rossijskoj Federacii

 Siria
- Al-Jaysh al-'Arabi al-Suri

 Ucraina
- Esercito ucraino

 Unione Sovietica
- Armata Rossa

 Venezuela
- Esercito venezuelano

### Annotazioni
1. ↑  Secondo i rapporti ufficiali tali difetti non furono mai del tutto risolti.
2. ↑  Il proiettile colpiva regolarmente il bersaglio, ma non esplodeva all’impatto.
3. ↑  Il 30F69 Kitolov-2 era simile al Krasnopol nella costruzione, ma più piccolo per poter essere utilizzato dal mortaio semovente la 2S9 Nona da 120 mm, e ne fu studiata una versione destinata agli obici da 122 mm designata 30F69M Kitolov-2M.

### Fonti
1. 1 2  International Electronic Countermeasures Handbook 2004, p. 132.
2. 1 2 3 4 5  Po 2001, p. 33.
3. 1 2  https://fas.org/man/dod-101/sys/land/row/krasnopol.htm FAS Williams, Walter, Threat Update: Krasnopol--A Laser-Guided Projectile for Tube Artillery Foreign Military Studies Office, Fort Leavenworth
4. ↑  Вестник ПВО.
5. 1 2 3 4 5 6  Defense Industry Daily.